# Benzoxazol
Benzoxazol (Trivialname, früher auch Methenylamidophenol) ist eine organische chemische Verbindung aus der Gruppe der Azole, die aus einem Oxazolring mit einem anellierten Benzolring besteht. Es ist eines der drei möglichen Benzoxazole; die anderen sind 1,2-Benzoxazol (Indoxazen) und 2,1-Benzoxazol (Anthranil). Ein bekanntes Derivat ist zum Beispiel Flunoxaprofen.

## Gewinnung und Darstellung
Eine einfache Möglichkeit zur Synthese von Benzoxazol ist die bereits 1877 von Ladenburg beschriebene Reaktion von ortho-Aminophenol mit Ameisensäure. Dabei handelt es sich um eine endotherme Cyclokondensation, bei der pro gebildetem Benzoxazol-Molekül noch zwei Moleküle Wasser frei werden. Restmengen von Ameisensäure können aus dem Destillat der Reaktionslösung durch Beigabe von Kaliumcarbonat entfernt werden.

## Eigenschaften
Benzoxazol ist ein weißer, leichtentzündlicher, langsam schmelzender Feststoff, der unlöslich in Wasser ist. Mit Salzsäure zersetzt es sich zum Hydrochlorid des ortho-Amidophenols.